# Richard Holmlund
Richard Holmlund, född 26 oktober 1963, död 4 oktober 2011 nära Kumla, var en framgångsrik svensk fotbollstränare. Främst är han känd som tränare för Umeå IK:s damlag under 2000-talets första decennium då de tog tre SM-guld. Han förde också KIF Örebros damlag till vinst i Svenska cupen 2010. Han omkom i en bilolycka.

## Tränarkarriär
- 1981-84: Första tränaruppdraget i moderklubben Sandsele.
- 1985-88: Tränare i Gunnarn IK med Hans Aggling.
- 1989-90: Tränare för Betseles herrar.
- 1993-94: Tränare för Blåviksjöns herrar.
- 1991-98: Tränare för Betsele IF:s damer, som under perioden går upp i division ett.
- 1999: Tar över som huvudtränare i UIK. UIK slutar tvåa i serien och förlorar SM:s semifinal.
- 2000: UIK vinner allsvenskan och tar sitt första SM-guld.
- 2006: Tränare för Umeå FC Superettan
- 2007: Tränare för KIF Örebro.
- 2009: Tränare för Seychellernas landslag ett halvår.
- 2010: Cupmästare med KIF Örebro.
- 2011: Tränare för IK Sleipner.